# Папужець-ваза коморський
Папужець-ваза коморський (Coracopsis sibilans) — вид папугоподібних птахів родини Psittaculidae. Ендемік Коморських островів. Тривалий час вважався підвидом папужки-вази малого, але у 2021 році визнаний окремим видом.

## Поширення
Птах поширений на островах Гранд-Комор і Анжуан на Коморських островах. Він описується як відносно поширений у всьому лісі (особливо в середній висоті) на горі Картала на Гранд-Коморі, і зустрічається в невеликих кількостях у невеликій, деградованій та занепадаючій місцевості високогірних лісів на Анжуані. Популяція виду невелика та оцінюється у 1000—2500 статевозрілих птахів.

## Спосіб життя
Вид тісно пов'язаний із вічнозеленим лісом і залежить від нього, але відзначається, що вид використовує агроліси та інші деградовані ліси на Гранд-Коморі, і, як повідомляється, є шкідником плантацій какао, очевидно, харчуючись переважно насінням.